# كود واريور

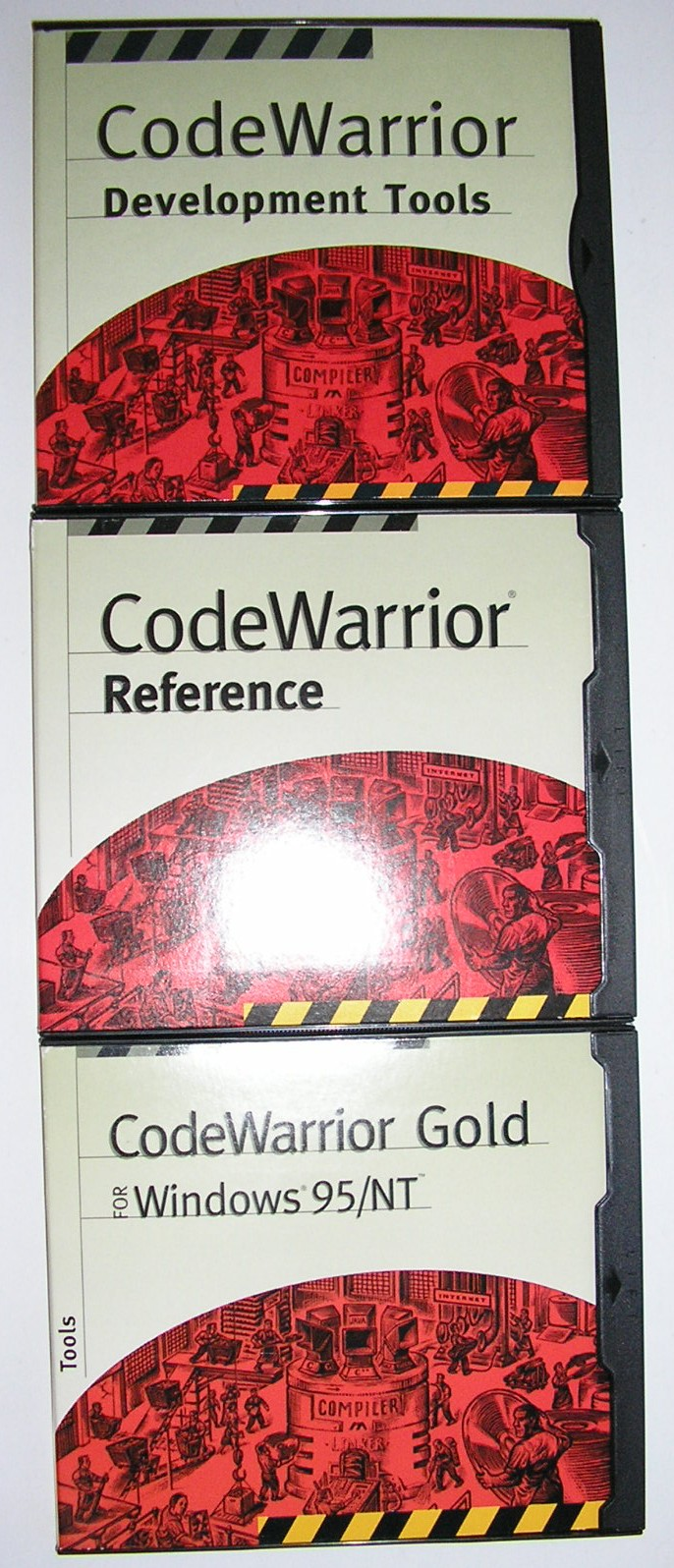
Metrowerks كود واريو برو الإسدار 1

كود واريو (بالإنجليزية: Code Warrior) هي بيئة تطوير متكاملة لأنظمة التشغيل مثل ويندوز، لينوكس، ماكنتوش، سولاريس ويمكن استعمالها لبرمجة الأنظمة المضمنة أيضا. تم تطوير وتسويق هذة البيئة بواسطة شركة فرى سكال لأشباة الموصلات الأميريكية، عدلت نسخة من تلك البيئة لتصلح للتعامل مع بلاي ستيشن 2 ونينتندو جيم كيوب ونينتندو دي إس
وأنظمة التشغيل بالم و BeOs في حين يمكن استخدامها كمصرف للغة السى والسى بلس بلس، تطورت هذة البيئة لتشمل لغات باسكال وباسكال كائنية التوجه وأخيرا أصبحت تدعم لغة الجافا

## التاريخ
كود واريو صمم في الأصل بواسطة شركة مترو ووركس الأميريكية الذي اعتمدت في تصميمها على مصرف (برمجة) لغة السى، أستهدفت النسخة الأولى من كود واريو جهاز الكمبيوتر الشخصى (ماكنتوش)
في ذلك الوقت، استطاعت تلك البيئة الجديدة أن تكون المفتاح السحرى في تحول شركة أبل من معالجات موتورولا إلى معالجات باور بي سي حيث وفرت لأبل مصرف عالى الأداء ذو معمارية RISC
في عام 1995 بدأت شركة مترو ووركس في توجيه اهتمامها نحو الأنظمة المضمنة، وبدأت أيضا في توجية جزء من اهتماماتها لإنتاج مصرف (برمجة) للحاسوب الشخصى
مع نهاية شهر يوليو من عام 2005 أعلنت متررو وركس أنها ستوقف طرح إصدارات جديدة من البيئة الداعمة لماكنتوش بعد طرحها الإصدار القادم، عقب هذا الإعلان إنهارت مبيعات البيئة أنهيارا ملحوظا كان من أقوى أسبابه طرح آبل لبيئة تطويرية مجانية مع نظام تشغيلهل المعتمد ماك أو.إس عشرة

## أصل التسمية
خلال عام 1990 أصرت شركة أبل مجموعة اسطوانات تحتوى على موارد لبرمجة ماكنتوش، غير أن الملفت للنظر بشدة كان ان العناوين التي ظهرت تلك الإسطوانت تحملها كانت غريبة في نظر الكثيرين، فعلى سبيل المثال، "Hexorcist" (التعويذي)، «لورد للملفات» (لورد من الذباب)، «الغوريلات في القرص»(الغوريلات في السحب)، وغير ذلك
واحدة من هذه (الإصدار 9) ظهر تحت عنوان «كود واريور» (كود المحارب)، في إشارة إلى فيلم «الطريق المحارب». إلا أن مبيعات هذا الجزء لم تلبث أن انحسرت سريعا، مما جعل مدير شركة مترو ووركس يفكر في إطلاق منتجه الجديد بهذا اللاسم وكان يستعد لطرح البيئة الجديدة في الأسواق.

## وصلات خارجية
الموقع الرسمى